# Cantón de Lussan
El cantón de Lussan era una división administrativa francesa, que estaba situada en el departamento de Gard y la región de Languedoc-Rosellón.

## Composición
El cantón estaba formado por doce comunas:
- Belvézet
- Fons-sur-Lussan
- Fontarèches
- La Bastide-d'Engras
- La Bruguière
- Lussan
- Pougnadoresse
- Saint-André-d'Olérargues
- Saint-Laurent-la-Vernède
- Saint-Marcel-de-Careiret
- Vallérargues
- Verfeuil

## Supresión del cantón de Lussan
En aplicación del Decreto nº 2014-232 de 24 de febrero de 2014, el cantón de Lussan fue suprimido el 22 de marzo de 2015 y sus 12 comunas pasaron a formar parte; cinco del nuevo cantón de Uzès, cuatro del nuevo cantón de Alès-2 y tres del nuevo cantón de Pont-Saint-Esprit.